# Рене Вандерејкен
Рене Вандерејкен (хол. René Vandereycken; 22. јул 1953) бивши је белгијски фудбалер. Након играчке каријере ради као фудбалски тренер.

## Kаријера
Вандерејкен је играо на позицији везног играча. У каријери је наступао за познате клубове као што су Бриж, Ђенова, Андерлехт и Гент.
За репрезентацију Белгије одиграо је 50 утакмица и постигао 3 гола. Играо је за Белгију на Европским првенствима 1980. и 1984, као и на Светском првенству 1986. године. На Европском првенству 1980, постигао је гол из пенала у финалу, али је Белгија изгубила од Западне Немачке резултатом 2:1.
Тренирао је холандску екипу Твенте, потом и белгијске екипе Андерлехт, Гент и Генк. Остале клубове које је тренирао су Стандард Лијеж, Моленбек и Мајнц 05. Вандерејкен је познат по томе што воли одбрамбену игру и да је тактичар што се тиче поставке на терену.
Био је селектор репрезентације Белгије од јануара 2006. до априла 2009. За то време био је изложен многим критикама у штампи због својих тактичких одлука. Отпуштен је 7. априла 2009. године, након што није успео да освоји ниједан бод из две утакмице против Босне и Херцеговине у квалификацијама за Светско првенство.

## Успеси
Белгија
- Европско првенство: финале 1980.